# Tunyogfalva
Tunyogfalva (1899-ig Tunezsicz, szlovákul Tunežice) Lédec településrésze, egykor önálló falu Szlovákiában, a Trencséni kerületben, az Illavai járásban.

## Fekvése
Illavától 5 km-re északkeletre, a Vág bal partján fekszik. Lédec délnyugati részét alkotja a 61-es főút mentén.

## Története
1397-ben „Tuniuk” néven említik. Neve a régi Tunyog személynévből származik. 1462-ben „Thunezyche”, 1598-ban „Thuneczieze” alakban szerepel oklevelekben.
A 18. század végén Vályi András így ír róla: „TUNCSICZ. Tót falu Trentsén Várm. földes Ura az Illavi Plebánus, lakosai katolikusok, fekszik Kaszához közel, és ennek filiája; földgye termékeny, legelője, és fája is van.”
Fényes Elek 1851-ben kiadott geográfiai szótárában így ír a faluról: „Tunezsics, tót falu, Trencsén vmegyében, Kossához 1 fertály, 297 kath., 11 zsidó lak., termékeny kis határral. F. u. az illavai plébánus.”
1910-ben 1052, többségben szlovák lakosa volt, jelentős magyar kisebbséggel. Iskolája 1913-ban épült. A trianoni békéig Trencsén vármegye Illavai járásához tartozott.
1976-ban csatolták Lédechez.

## Külső hivatkozások
- Tunyogfalva Szlovákia térképén

## Lásd még
- Lédec